# Gregory Porter
Gregory Porter (Los Angeles, 4 november 1971) is een Amerikaanse jazzzanger, tekstdichter en film- en musicalacteur. Porter won tweemaal een Grammy Award in de categorie "Best Jazz Vocal Album". In 2014 met zijn derde studioalbum Liquid Spirit en in 2017  voor zijn album Take Me to the Alley.

## Biografie
Porter werd geboren in Los Angeles en groeide op in Bakersfield. Zijn moeder was dominee, zijn vader heeft hij nauwelijks gekend. Zijn moeder speelde vaak de muziek van Nat King Cole, waarvan Gregory Porter erg onder de indruk raakte en die een inspiratie voor zijn muzikale carrière zou vormen. Na zijn middelbare school kreeg hij een sportbeurs als Americanfootballspeler aan de San Diego State University. Door een schouderblessure kwam er een einde aan zijn topsportambities. Hij ging zingen in lokale jazzclubs en kwam zo in contact met Kamau Kenyatta, die zijn mentor werd op muzikaal gebied.
In 1999 werd Porter opgenomen in de cast van de musical "It Ain't Nothin' But the Blues", die op Broadway werd uitgevoerd en daar prijzen in de wacht sleepte. Langzaam rees zijn ster als jazzzanger. In 2010 verscheen zijn eerste album Water, geproduceerd door Kenyatta en brak hij door naar een internationaal publiek. Zo trad hij onder meer op op het North Sea Jazz Festival in 2011, 2013, 2014, 2016, 2018 en 2022.

## Image
Naast zijn volle en gepolijste stem en zijn voorkomende en vriendelijke uitstraling tijdens zijn optredens is Porter ook bekend geworden om zijn onafscheidelijke hoofddeksel, dat hij draagt sinds een huidoperatie.

## Discografie

### Albums
- Water (Motéma Music, 2010)
- Be Good (Motéma Music, 2012)
- Liquid Spirit (Blue Note Records, 2013), Goud in juli 2014.
- Take Me to the Alley (Blue Note Records, 2016)
- Nat King Cole & Me (2017)
- All Rise (2020)
- Christmas Wish (2023)

### Singles
| Single met eventuele hitnotering(en) in de Nederlandse Top 40 | Datum van verschijnen | Datum van binnenkomst | Hoogste positie | Aantal weken | Opmerkingen                                  |
| ------------------------------------------------------------- | --------------------- | --------------------- | --------------- | ------------ | -------------------------------------------- |
| Be good (Lion's song)                                         | 2012                  | -                     |                 |              | Nr. 100 in de Single Top 100                 |
| Liquid spirit (Claptone remix)                                | 2015                  | 02-05-2015            | tip2            | -            | Nr. 45 in de Single Top 100                  |
| Holding on                                                    | 2015                  | 11-07-2015            | 35              | 2            | met Disclosure / Nr. 69 in de Single Top 100 |
| Revival                                                       | 2020                  | 01-02-2020            | tip17*          |              |                                              |
| Mister Holland                                                | 15-06-2020            |                       |                 |              |                                              |
| I Will                                                        | 24-10-2021            |                       |                 |              |                                              |

### Albums
| Album met hitnotering(en) in de Vlaamse Ultratop 200 albums | Datum van verschijnen | Datum van binnenkomst | Hoogste positie | Aantal weken | Opmerkingen |
| ----------------------------------------------------------- | --------------------- | --------------------- | --------------- | ------------ | ----------- |
| Liquid spirit                                               | 2013                  | 14-09-2013            | 35              | 37           |             |
| Be good                                                     | 2014                  | 05-04-2014            | 149             | 2            |             |
| Issues of life - featerus and remixes                       | 2014                  | 20-09-2014            | 138             | 5            |             |
| Take me to the alley                                        | 2016                  | 14-05-2016            | 8               | 35           |             |
| Nat "King" Cole & me                                        | 2017                  | 04-11-2017            | 21              | 23*          |             |
| All rise                                                    | 2020                  |                       |                 |              |             |
| Still Rising                                                | 2021                  |                       |                 |              | [ 2 ]       |

### Dvd's
| Muziek-dvd met eventuele hitnotering(en) in de Nederlandse Muziek Dvd Top 30 | Datum van verschijnen | Datum van binnenkomst | Hoogste positie | Aantal weken | Opmerkingen |
| ---------------------------------------------------------------------------- | --------------------- | --------------------- | --------------- | ------------ | ----------- |
| Live in Berlin                                                               | 2016                  | 26-11-2016            | 3               | 24           |             |

### NPO Radio 2 Top 2000
| Nummer met noteringen in de NPO Radio 2 Top 2000 | '16  | '17  | '18  | '19  | '20  | '21  |
| ------------------------------------------------ | ---- | ---- | ---- | ---- | ---- | ---- |
| Liquid Spirit                                    | 1130 | 1347 | 1660 | 1750 | 1576 | 1789 |

1. ↑  Een vetgedrukt getal geeft de hoogste notering aan.
2. ↑  2016 was het eerste jaar met een notering voor dit nummer.
3. ↑  Deze tabel is bijgewerkt tot en met de laatste editie (2024).